# Middle-earth: Shadow of Mordor
Middle-earth: Shadow of Mordor is een actierollenspel ontwikkeld door Monolith Productions en uitgegeven door Warner Bros. Interactive Entertainment. Het spel kwam op 30 september 2014 uit voor Microsoft Windows, de PlayStation 4 en de Xbox One. De versies voor de PlayStation 3 en de Xbox 360, geporteerd door Behaviour Interactive, komen in Europa op 21 november 2014 uit.
Middle-earth: Shadow of Mordor speelt zich af tussen de gebeurtenissen van De Hobbit (The Hobbit) en In de Ban van de Ring (The Lord of the Rings), bedacht door J.R.R. Tolkien.

## Verhaal
Het verhaal van het spel speelt zich af tussen de verhaallijnen van de boeken De Hobbit en In de Ban van de Ring. Talion (Troy Baker) is een Doler afkomstig uit Gondor verantwoordelijk voor de bewaking van de Zwarte Poort van Mordor. De familie van Talion wordt echter vermoord door troepen van Sauron. Talion wordt door magie weer tot leven gebracht en gaat in Mordor op zoek naar wraak. In het spel is Mordor nog niet een dood en donker terrein. De speler komt onder andere Gollum en Celebrimbor tegen. Talion ontdekt dat hij en Gollum veel gemeen hebben en leert dat Celebrimbor, een elf smid tijdens de Tweede Era en maker van de Ringen van Macht, degene was die hem weer tot leven had gebracht en gaat een samenwerking met hem aan om Sauron te stoppen.

## Systeemvereisten
Na release wekte Monolith enige verbazing door voor de "Ultra"-kwaliteitsinstelling 6 gigabyte aan video random-access memory (VRAM) te eisen.
| Minimale vereisten |                                                                  |
| Besturingssysteem  | 64-bit: Windows Vista, Windows 7 en Windows 8                    |
| Processor          | Intel Core i5-750 op 2,67 GHz of AMD Phenom II X4 965 op 3,4 GHz |
| Werkgeheugen       | 3 GB                                                             |
| Videokaart         | NVIDIA GeForce GTX 460 of AMD Radeon HD 5850                     |
| Vrije opslagruimte | 25 GB                                                            |

| Aanbevolen vereisten |                                                         |
| Besturingssysteem    | 64-bit: Windows 7 en Windows 8                          |
| Processor            | Intel Core i7-3770 op 3,4 GHz of AMD FX-8350 op 4,0 GHz |
| Werkgeheugen         | 8 GB                                                    |
| Videokaart           | NVIDIA GeForce GTX 660                                  |
| Vrije opslagruimte   | 40 GB                                                   |